# Омельчук Олександр Макарович
Олександр Макарович Омельчук (нар. 22 вересня 1970, Нікополь, УРСР) — колишній радянський та український футболіст, півзахисник. Зараз — тренер полтавської «Ворскли».

## Кар'єра гравця
Олександр Омельчук народився 22 вересня 1970 року в місті Нікополь Дніпропетровської області. Вихованець ДЮСШ Нікополь. Випускник Дніпропетровського спортивного інтернату. Перший тренер — В.А.Кириллов.
Кар'єру гравця розпочав у рідному Нікополі, виступаючи в місцевому «Колосі» в 1987—1988 роках. Свій перший матч у дорослому футболі зіграв у виїзному для своєї команди матчі кубку СРСР проти литовського «Атлантасу», в якому нікопольська команда поступилася з рахунком 0:2 У тому поєдинку Олександр Омельчук на 72-ій хвилині матчу замінив Юрія Вернидуба. Того року в чемпіонаті Олександр не зіграв жодного матчу. Але вже в сезоні 1988 року стає основним гравцем команди, зігравши в національному чемпіонаті 26 матчів та забив 1 м'яч, ще 2 матчі (1 гол) провів у кубку СРСР.
У 1989 році переходить до київського СКА, яке на той час виступало в чемпіонаті УРСР. Того ж року київські армійці стають переможцями чемпіонату. Оскільки з 1950 року переможець чемпіонату УРСР здобував право наступного сезону стартувати в чемпіонаті СРСР, то вже наступного року команда дебютує у Другій нижчій лізі. У 1990 році Омельчук у футболці СКА зіграв 29 матчів та забив 2 м'ячі. Але в 1991 році він повертається до нікопольського «Колосу», у складі якого також на довго не затримується. Після свого повернення до нікопольської команди Олександр зіграв у її складі лише 9 матчів та забив 1 м'яч.
У 1991 році йде на підвищення та підписує контракт з дніпропетровським «Дніпром». У складі дніпропетровської команди дебютував у виїзному поєдинку проти донецького «Шахтаря», вийшовши на заміну замість Євгена Похлебаєва на 68-ій хвилині матчу. Того сезону Олександр в чемпіонаті СРСР зіграв 6 матчів (ще 3 зіграв за дніпропетровців у першості дублерів), а також 1 поєдинок у кубку СРСР. Наступного року Омельчук продовжив свої виступи у «Дніпрі», але до основного складу майже не потрапляв. У чемпіонаті та кубку України він зіграв лише по 1 поєдинку. У складі дніпропетровців став бронзовим призером чемпіонату України серед команд вищої ліги. Такий стан справ не влаштовували молодого гравця, тож він вирішує змінити команду.
У 1992 році Олександр повертається до рідного міста та приєднується, вжк втретє, до нікопольського «Металурга». У складі металургів виступає до 1996 року. За цей час у чемпіонатах України за нікопольську команду зіграв 172 матчі та забив 39 м'ячів, також 10 матчів зіграв у кубку України.
1997 року по запрошенню тодішнього головного тренера Віктора Пожечевського переходить до складу полтавської «Ворскли». Саме у складі полтавського колективу пройшли найкращі роки як футболіста в Омельчука. У складі полтавчан у чемпіонатах України Олександр відіграв 140 матчів та забив 15 м'ячів, ще 10 матчів за полтавців відіграв у кубку України. Саме в складі «Ворскли» Олександр Омельчук виступав у єврокубках, в яких загалом провів 13 матчів. Крім того, 1997 року став бронзовим призером Вищої ліги чемпіонату України. Також виступав у складі друголігового фарм-клубу полтавчан, «Ворскли-2», у складі якої зіграв 15 матчів та відзначився 2 голами.
Останніми клубами в кар'єрі футболіста Олександра Омельчука були криворізький «Кривбас» (2003) та луганська «Зоря» (2004).

## Досягнення
- чемпіонаті УРСР
  -  Чемпіон (1): 1989[1]

- Вища ліга чемпіонату України
  -  Бронзовий призер (2): 1992, 1997

## Кар'єра тренера
Після завершення кар'єри гравця повертається до Полтави та стає головним тренером друголігового клубу «Ворскла-2». На цій посаді Олександр Макарович працював з 2004 по 2005 роки. В липні 2007 року був призначений головним тренером іншого полтавського клубу, ФК «Полтава», в якому пропрацював до червня 2009 року. З липня 2012 року працював на тренерських посадах у полтавській «Ворсклі». З липня 2014 року обіймає посаду тренера воротарів.